# Эжени
«Эжени» — эротический фильм 1970 года режиссёра Хесуса Франко, вольная экранизация романа «Философия в будуаре», написанного маркизом де Садом. Премьера фильма состоялась 26 августа 1970 года.

## Сюжет
Эжени — невинная благородная девушка. Однажды её старшая подруга мадам де Анж приглашает её в роскошную резиденцию на острове провести вместе выходные. Здесь, на острове, Эжени оказывается непосредственной участницей сексуальных оргий, приправленных садомазохизмом.

## В ролях
- Мария Ром — мадам де Анж
- Мари Лильедал — Эжени
- Джек Тейлор — Мирвел
- Кристофер Ли — Долманс
- Ута Далберг — Тереза